# Rakau (hop)
Rakau is een hopvariëteit, gebruikt voor het brouwen van bier.
Deze hopvariëteit is een “dubbeldoelhop”, bij het bierbrouwen gebruikt zowel voor zijn aromatische als zijn bittereigenschappen. Deze Nieuw-Zeelandse variëteit is in 2007 op de markt gebracht en werd ontwikkeld door Dr. Ron Beatson’s research team.

## Kenmerken
- Alfazuur: 9 – 11%
- Bètazuur: 5 – 6%
- Eigenschappen: zachte bitterheid en aroma van tropisch fruit (passievrucht, perzik) bij late toevoeging